# Francisco Sobrino Morillas
Francisco Sobrino Morillas (Salamanca, 1545 - Madrid, 8 de enero de 1618) fue un religioso español, obispo de Valladolid entre 1617 y 1618.

## Biografía
Nacido en Salamanca, hijo del bachiller Antonio Sobrino y de Cecilia de Morillas, mujer de gran erudición, que sabía seis lenguas: castellano, portugués, italiano, francés, latín y griego. También era versada en filosofía y teología, de hecho, sus hijos consultaban con ella algunos puntos polémicos o complicados de sus estudios. Por otro lado, Gil González Dávila comenta que ella también se encargó de enseñar, a Francisco y sus otros hijos, lenguas clásicas, filosofía y retórica. Por otro lado, Francisco inició sus estudios básicos en el Colegio Trilingüe de Salamanca, hasta que se produce el traslado de sus padres a Valladolid, donde estudió teología y donde se graduó el 14 de agosto de 1564 en el bachillerato de Artes y, el 10 de marzo de 1576, se licencia de los estudios de teología, doctorándose finalmente el 26 de julio.
Al finalizar los estudios, por sus conocimientos y méritos, bien pronto consiguió una renta eclesiástica de un beneficio en Viana de Cega, perteneciente a la abadía de Valladolid, y después obtuvo una de las doce capellanías de la iglesia de la Magdalena, que habían sido fundadas por Pedro de la Gasca. A pesar de ostentar estos cargos, Sobrino no se movió de Valladolid y, de hecho, de esta misma manera se convirtió en abad de Viana del Bollo, en Galicia, por deseo de fray Pedro de Rojas y Enríquez, que se había graduado con Sobrino en la universidad y había sido nombrado obispo de Astorga. Al quedar vacante una canonjía magistral en la catedral de Valladolid, Sobrino opositó y la obtuvo. Por otro lado, en materia educativa, obtuvo una cátedra en escritura sagrada en la Universidad de Valladolid.
A inicios de 1609, Francisco González de Heredia, secretario de Felipe III, a través de una carta del marqués de Siete Iglesias Rodrigo Calderón, mencionaba que el rey quería presentarlo al obispado de Canarias con una pensión de 6000 ducados, pero Sobrino rechazó la oferta, y a pesar de la insistencia que demostró el monarca dándolo a escoger entre Canarias y Ciudad Rodrigo, Sobrino se negó nuevamente de forma respetuosa. Ante la negativa, el duque de Lerma decidió nombrarlo cura mayor del Real Convento de la Encarnación de Madrid, y aunque lo rehusó inicialmente, el duque de Lerma, aprovechando la presencia de Sobrino en la capital por la congregación del estado eclesiástico en representación del capítulo de Valladolid, le remitió una carta conminándolo a aceptar el cargo, que finalmente Sobrino tuvo que aceptar.
El 1616, Felipe III decide presentarlo al obispado de Valladolid. Sobrino pidió tiempo para pensarlo, pero el rey publicó la presentación al cargo igualmente y Sobrino tuvo que aceptar. Fue consagrado en el convento de la Encarnación por el arzobispo de Burgos Fernando de Acevedo el 4 de diciembre, con la asistencia del rey y la corte. El 27 de noviembre toma posesión de la diócesis por poderes, y entró, finalmente, el 21 de marzo. Sin embargo, no permaneció muchos meses al frente del obispado, porque Felipe III lo reclamó de vuelta en Madrid para tratar unos asuntos de importancia eclesiástica: pedir al papa en orden a la creencia de la Inmaculada Concepción, en los que Sobrino tenía que trabajar conjuntamente con el arzobispo de Santiago de Compostela y el obispo de Cuenca.
Al llegar a Madrid el 7 de enero de 1618 cayó enfermo, y aquella misma noche recibió la extrema unción e hizo testamento. Murió el 8 de enero, a los 75 años. Muerto en la pobreza, su cuerpo fue trasladado a la catedral de Valladolid, donde fue enterrado; su entierro fue financiado con una limosna de 400 ducados por parte de Felipe III.